# Shitennō-ji
Shitennō-ji (四天王寺?) es un templo budista situado en Osaka, Japón.
El Príncipe Shotoku invitó a tres carpinteros coreanos de Baekje, quienes construyeron el templo en 593. Es el primer templo budista y el primer templo administrado oficialmente de Japón, aunque los edificios se han reconstruido a lo largo de los siglos. La mayoría de las estructuras actuales datan de 1963, cuando se reconstruyó completamente el templo. Uno de los carpinteros que construyeron el templo en el siglo VI creó posteriormente la empresa Kongō Gumi, especializada en templos y santuarios durante siglos.
El Príncipe Shotoku era conocido por su profunda fe budista, cuando el budismo no estaba muy extendido en Japón. 

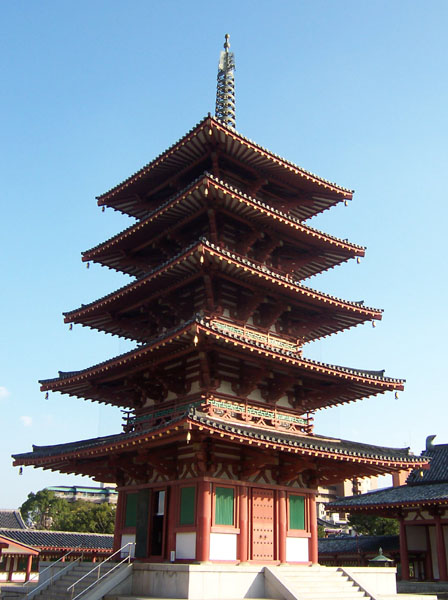
Torre del Templo de Shitennō-ji

Los Shitennō son los cuatro reyes celestiales. El templo que el Príncipe Shōtoku construyó para honrarles tenía cuatro instituciones, cada una de las cuales para ayudar a que los japoneses adquirieran un mayor grado de civilización. Estas Shika-in (四箇院 Cuatro Instituciones?) se centraban en torno al garan (伽藍?) (el complejo dentro de las murallas), compuesto por siete edificios, y eran Kyōden-in (Institución de Religión y Educación), Hiden-in (Institución de Bienestar), Ryōbyō-in (Hospital), y Seiyaku-in (Farmacia) para proporcionar atención básica a la población de Japón.
El garan se compone de una pagoda de cinco plantas, un pabellón principal dorado (Kondō) que alberga una imagen de Nyorai Kannon, y un Kōdō (Salón de Lectura) bajo un pasillo cubierto que tiene tres puertas (la Puerta Deva, la Puerta Occidental, y la Puerta Oriental). Alrededor de este complejo central están la Gran Puerta del Sur (Nandaimon), y la Gran Puerta del Este (Higashi-no-ō'mon). Al oeste está la Gran Puerta del Oeste (Nishi-no-ō'mon), también conocida como Gokuraku-mon (極楽門?). Más hacia el oeste hay un torii de piedra, considerado ampliamente como la Puerta Oriental al gokuraku-jōdo (極楽浄土 Paraíso Occidental, o Tierra Pura?).
El templo también se ha denomindao Arahaka-ji, Nanba-ji, o Mitsu-ji.
Shitennō-ji vende algunos recuerdos de sus productos el 21 de cada mes.El 21 de cada mes hay un gran mercado de segunda mano y comida, dentro del recinto.

## Accesso
- a 5 minutos a pie desde Estación de Shitennoji-mae Yuhigaoka de la Línea Tanimachi del Metro de Osaka.
- a 15 minutos a pie desde la Estación de Tennoji de la Línea JR Oeste y el Metro de Osaka.
- a 15 minutos a pie desde la Estación de Osaka Abenobashi en la Línea Minami-Osaka de Kintetsu.

## Galería de imágenes

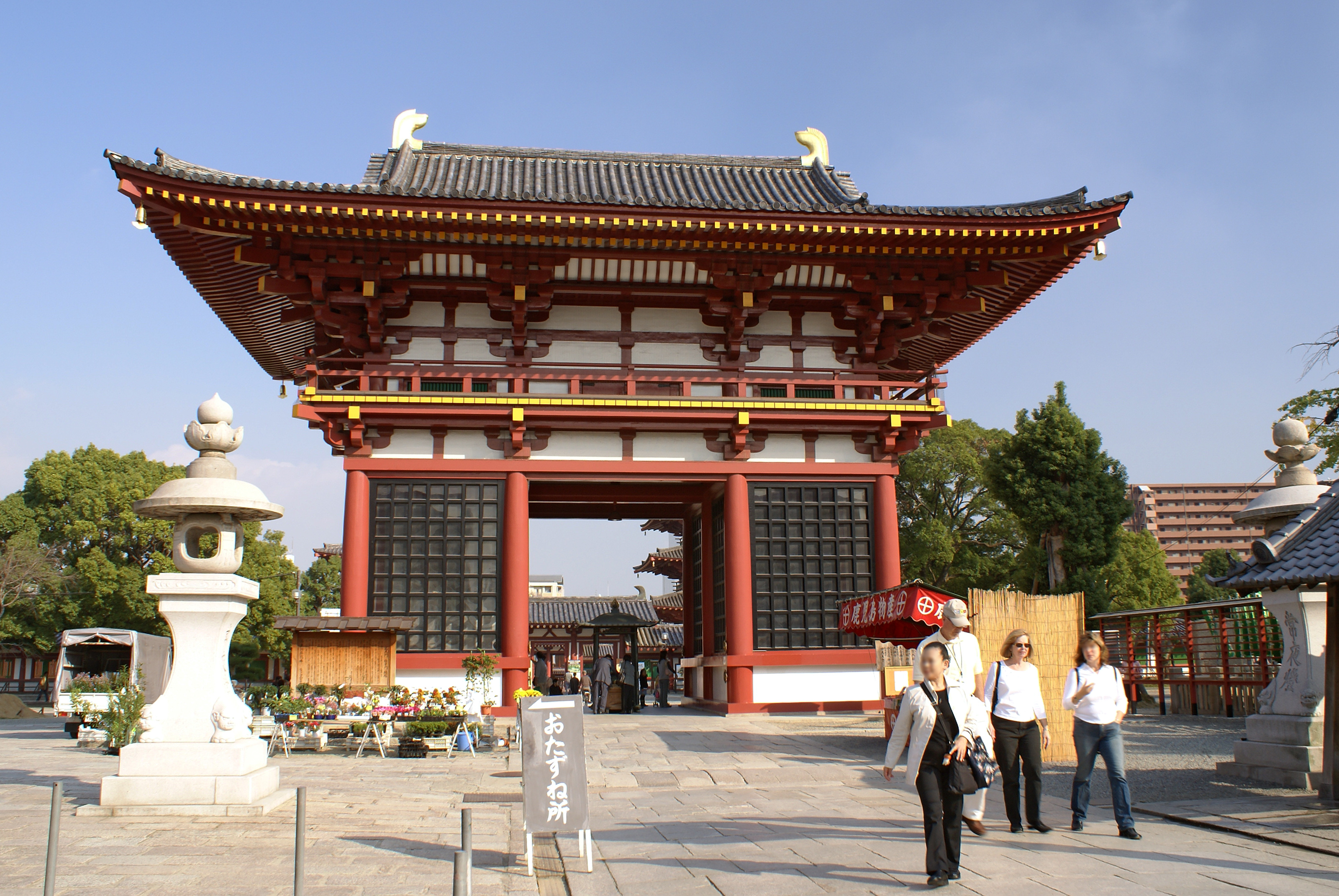
Gran Puerta del Oeste (Gokuraku-mon)
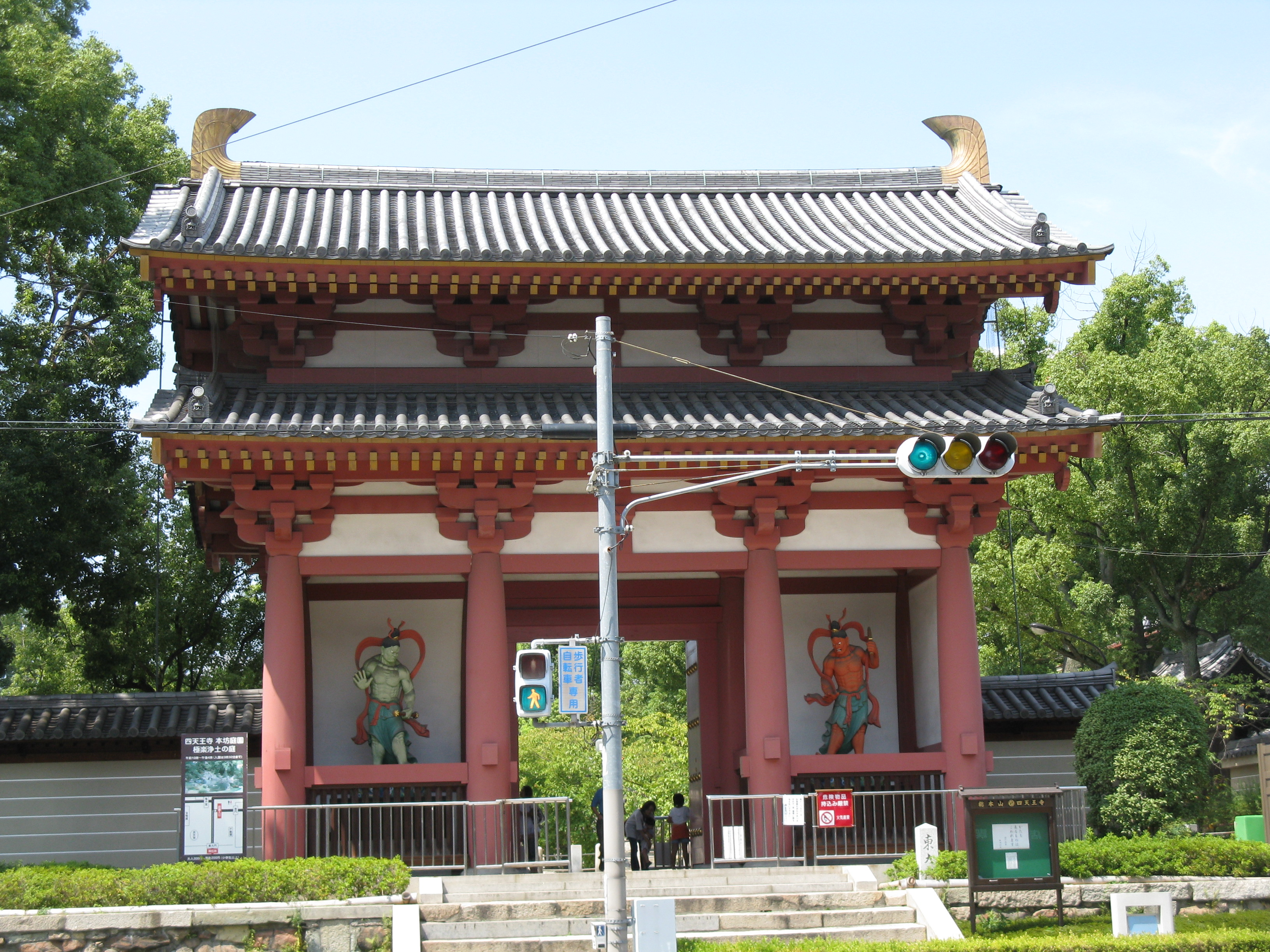
Gran Puerta del Este
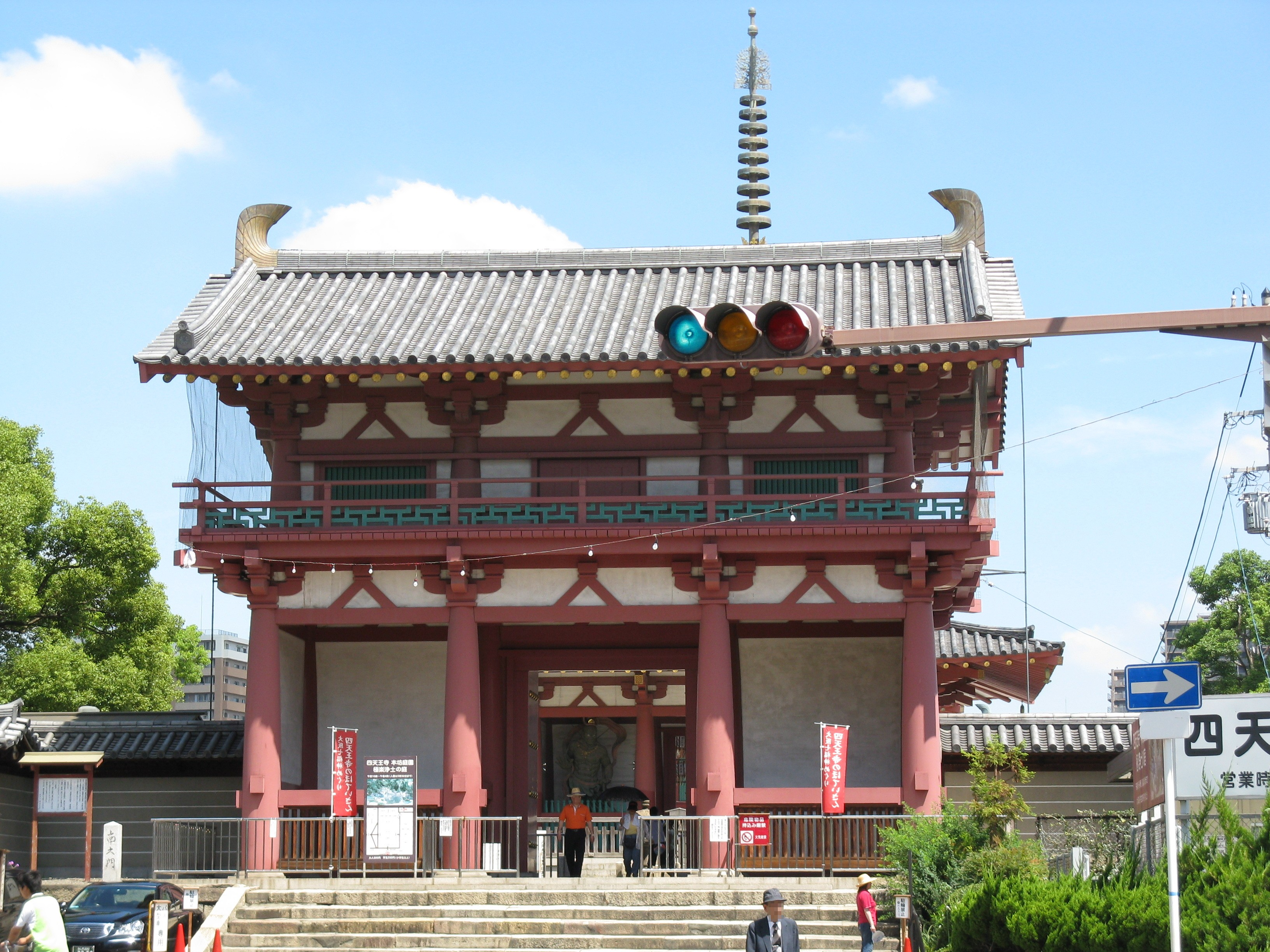
Gran Puerta del Sur (Nandai-mon)
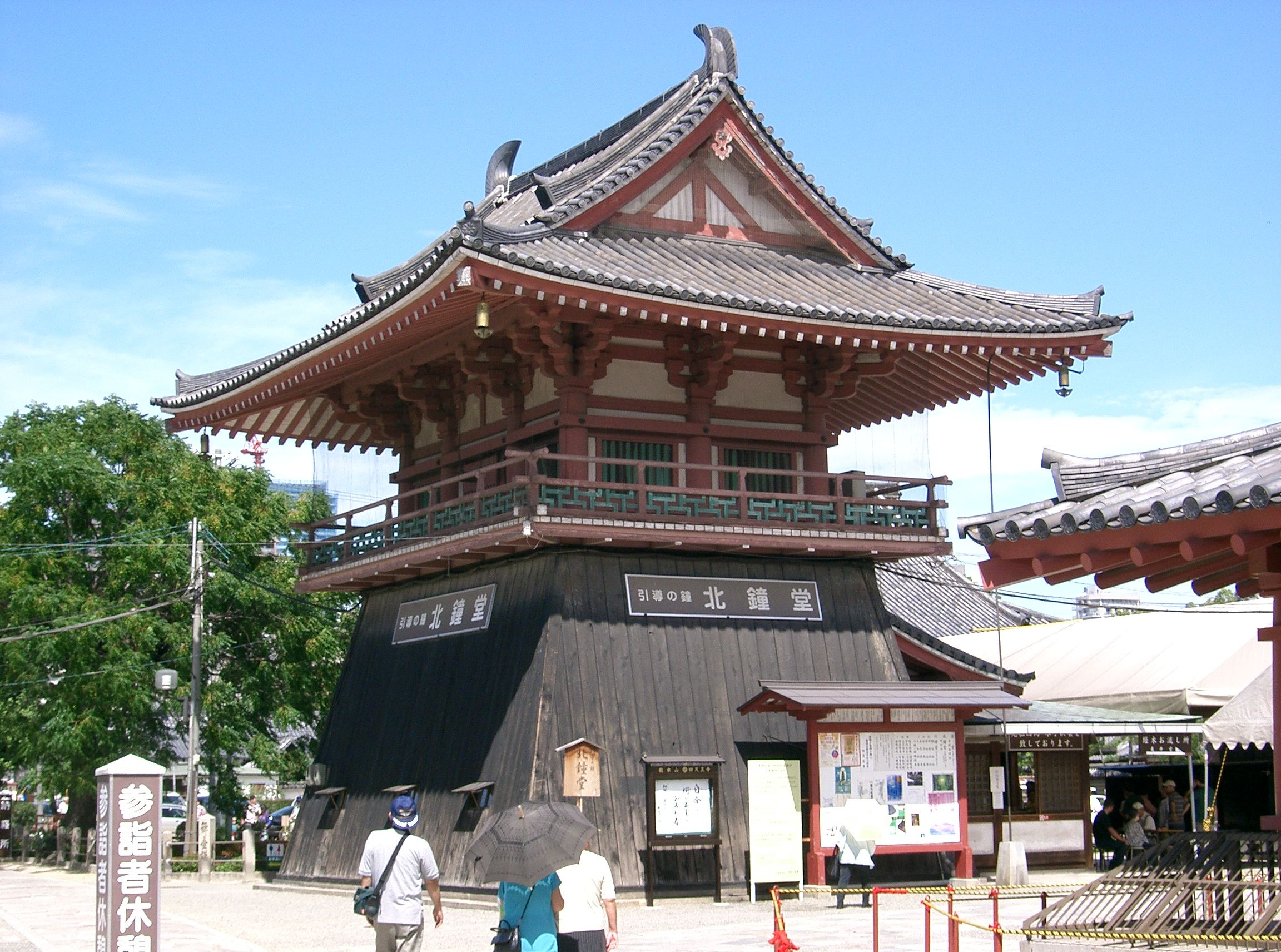
Campanario del norte
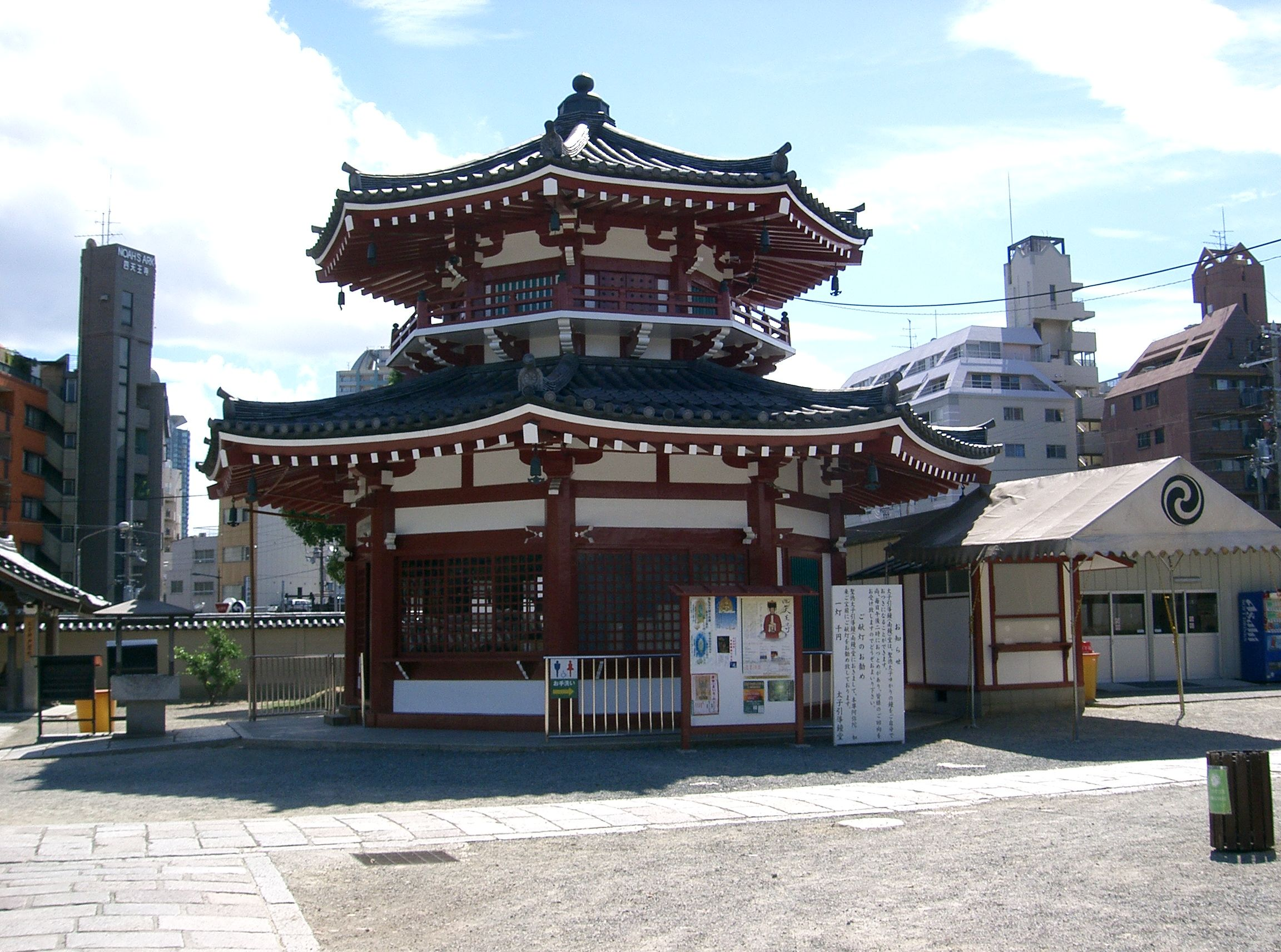
Campanario del sur
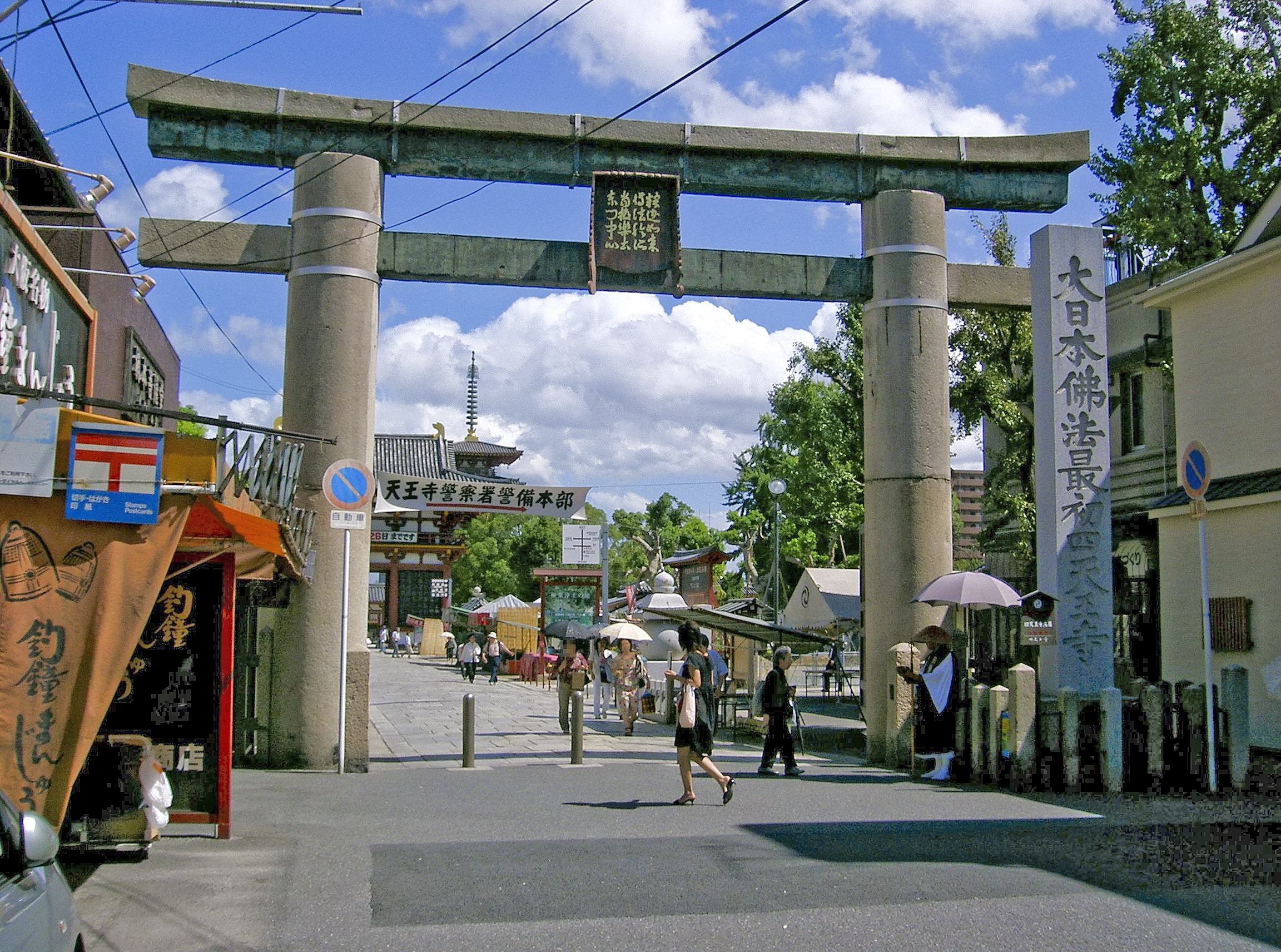
Torii de piedra
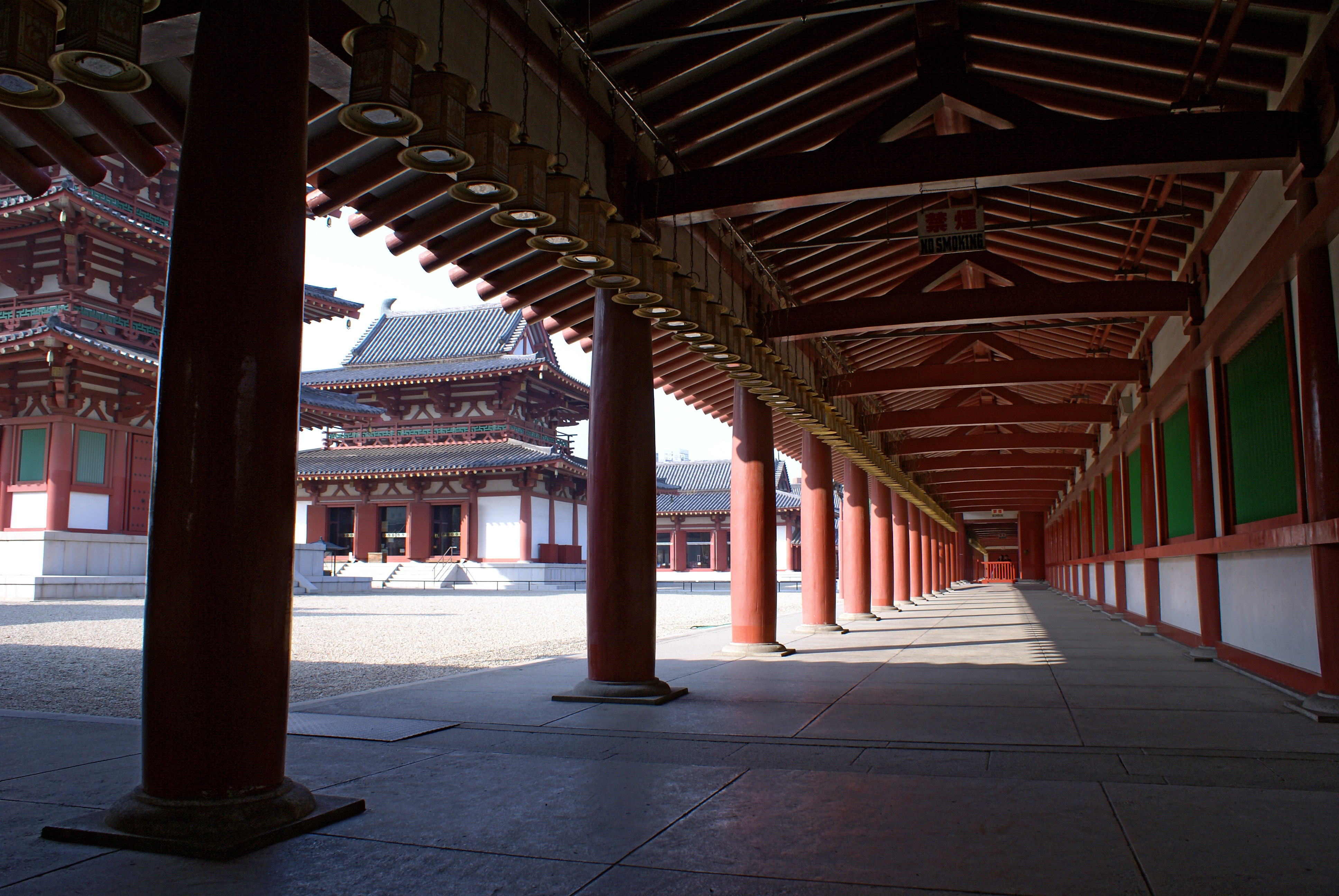
Patio
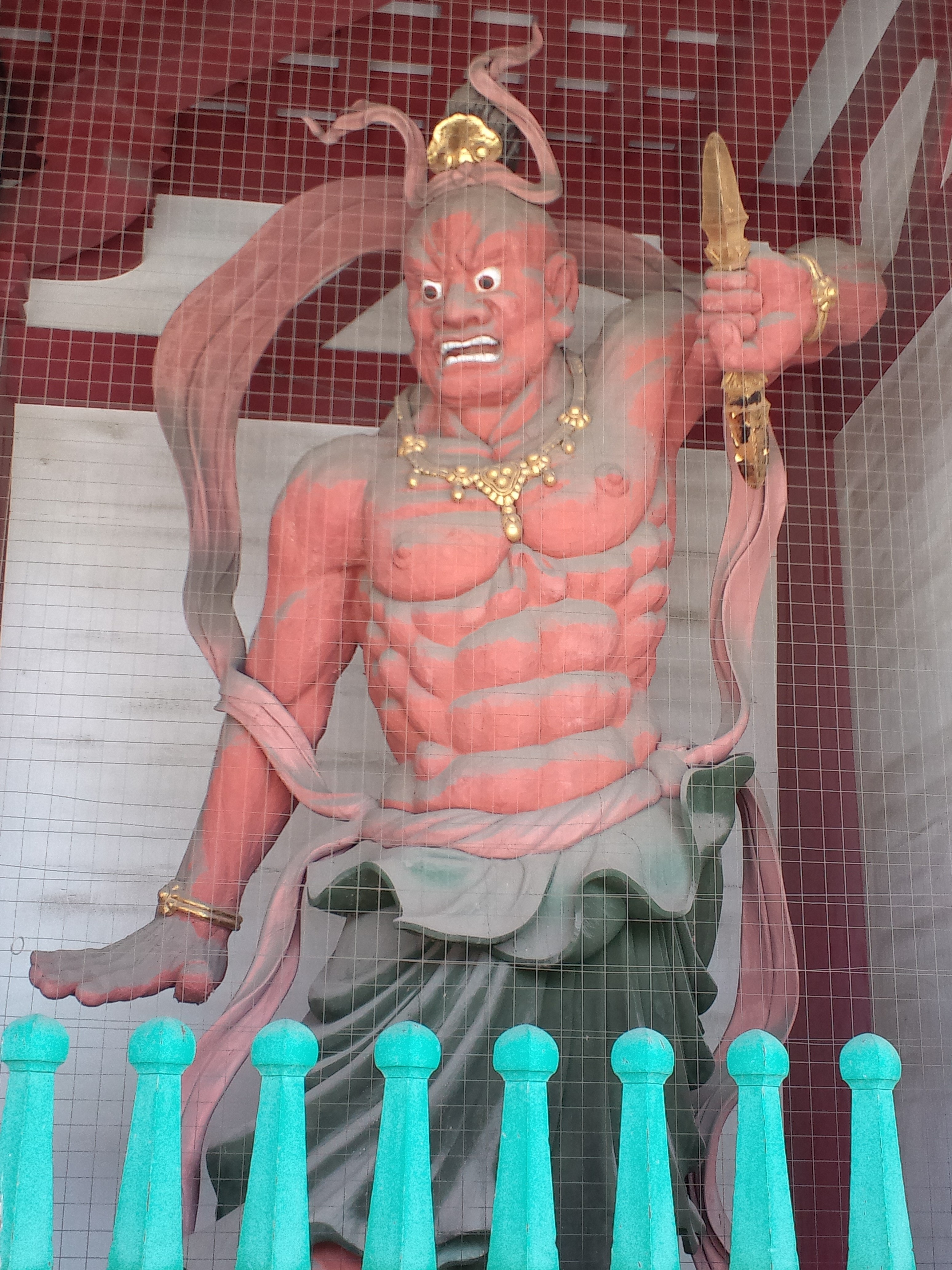
Niō
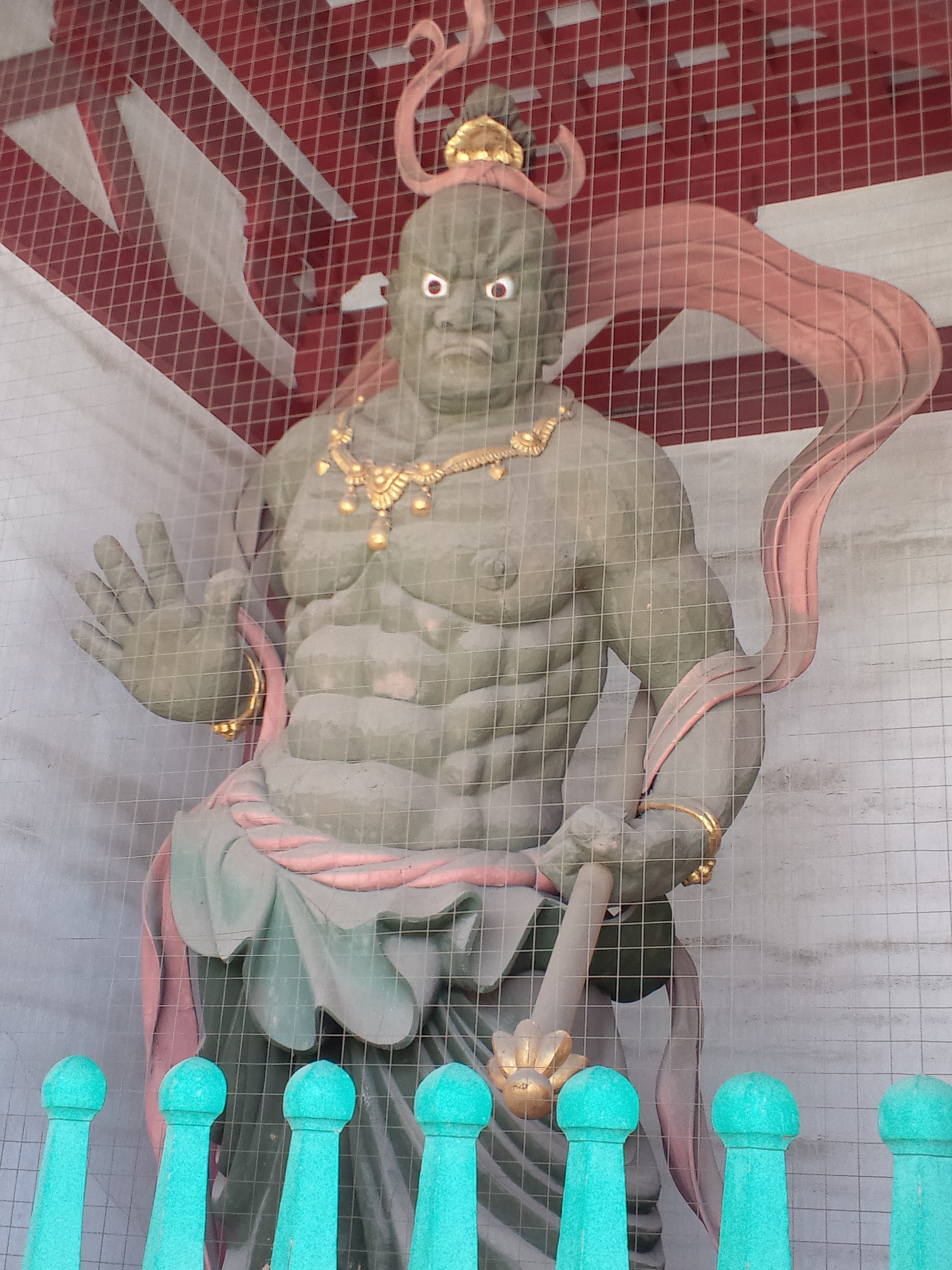
Niō
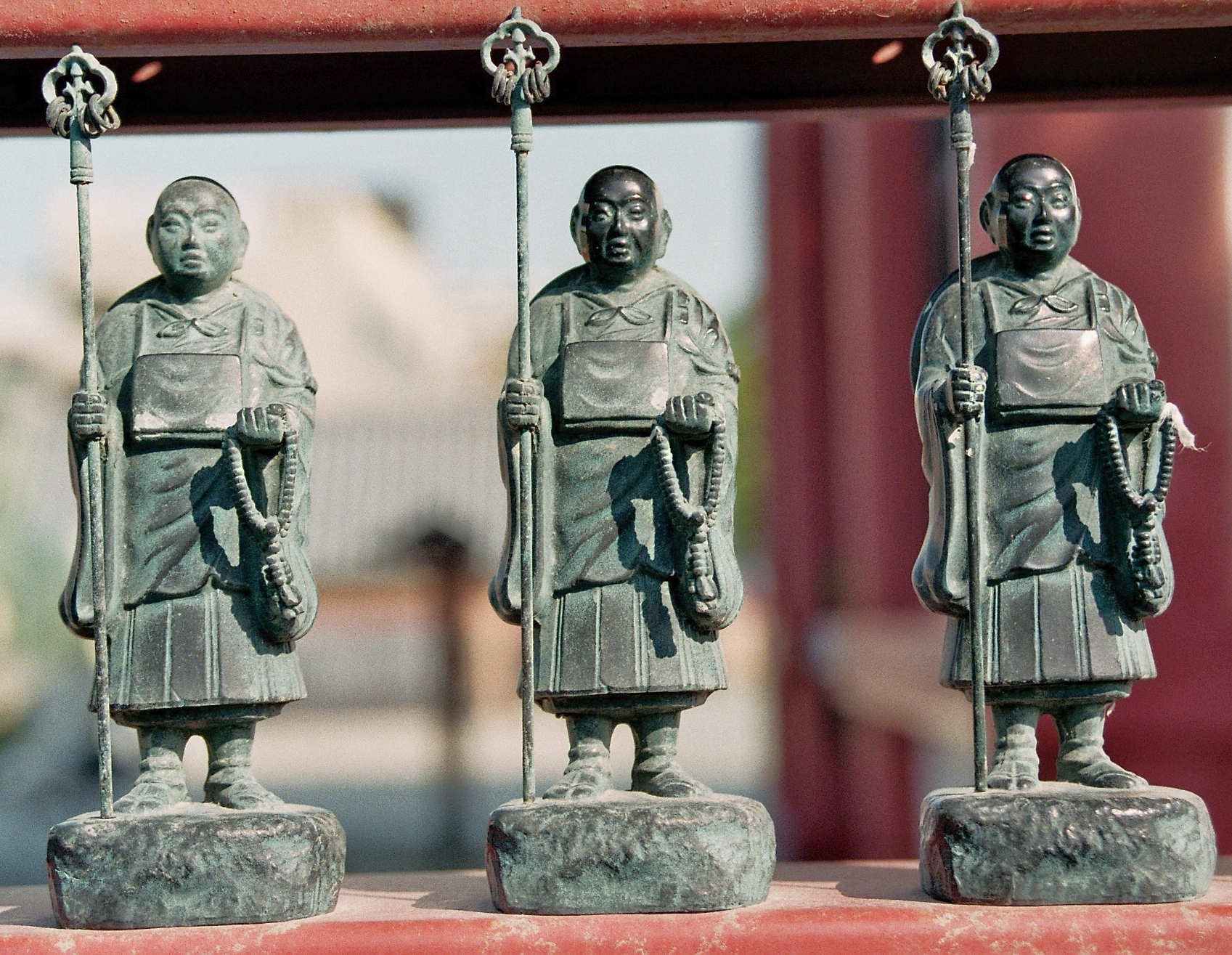
Estatuillas de Kūkai